# アミタヴ・ゴーシュ
アミタヴ・ゴーシュ（Amitav Ghosh, অমিতাভ ঘোষ、1956年7月11日 - ）はベンガル系インド人の英語作家。現在は妻子と共にブルックリン在住。2007年インド政府よりパドマ・シュリー勲章を授与される。

## 略歴
アミタヴ・ゴーシュはコルカタに生まれ、ドゥーン・スクール、セント・ステファン大学、デリー大学で学び、そしてオックスフォード大学セント・エドムンド・カレッジで社会人類学の博士号を取得した。
妻デボラ・ベイカーは、詩人ローラ・ライディングの伝記を発表した作家であり、またリトル・ブラウン・アンド・カンパニーの編集者を務めている。ゴーシュはニューヨーク市立大学クイーンズ校において、比較文学のディスティングイッシュト・プロフェッサーの職に就き、2005年からはハーバード大学英語学部の客員教授を務めた。近年ゴア州の不動産を購入し、インドへの帰国も行っている。現在は3部作を執筆中。

## 特徴
もっとも新しい作品である Sea of Poppies は阿片戦争以前に舞台をおいたエピック・サーガであり、東洋の植民地支配の歴史に視点をあてている。ゴーシュの作品はポストコロニアル理論的であると評される強いテーマを持ち、一方で歴史小説とも分類されている。彼の主題はユニークかつ個人的なもので、彼の作品の魅力は深刻なテーマに「インド-ノスタルジック」な要素を織り込む所に見いだされる。2010年ダン・デイヴィッド賞受賞。2024年にはエラスムス賞を受賞した。

## 邦訳作品
- 『シャドウ・ラインズ―語られなかったインド』井坂理穂 訳 而立書房、2004.5
- 『カルカッタ染色体』伊藤真 訳 DHC 2003.6
- 『ガラスの宮殿』小沢自然・小野正嗣 訳 新潮社〈新潮クレスト・ブックス〉、2007.10
- 『大いなる錯乱　気候変動と〈思考しえぬもの〉』三原芳秋, 井沼香保里 訳 以文社、2022.10
- 『飢えた潮』岩堀兼一郎 訳 未知谷、2023.4

## 作品

### フィクション
- The Circle of Reason (1986) - 1990年メディシス賞外国小説部門受賞[4]
- シャドウ・ラインズ——語られなかったインド (The Shadow Lines 1990) - インドで最も権威のある文学賞、サーヒトヤ・アカデミー賞を受賞[5]
- カルカッタ染色体 (The Calcutta Chromosome 1995) - 1997年アーサー・C・クラーク賞受賞[6]
- ガラスの宮殿 (The Glass Palace 2000)
- The Hungry Tide (2004)
- Sea of Poppies (2008) - 2008年ブッカー賞ショートリスト[7]

### ノンフィクション・エッセイ
- In an Antique Land (1992)
- Dancing in Cambodia and At Large in Burma (1998)
- The Imam and the Indian (2002)
- Incendiary Circumstances (2006)